# Pradera de fuego
Pradera de fuego  es una película del año 1998, escrita y dirigida por Andrew Chapman y protagonizada por Robert Sean Leonard, Dennis Haysbert, Natasha Henstridge y Keith Carradine. 

## Argumento
La policía de Texas y el FBI se dispone a tomar por asalto el cuartel general de una secta de fanáticos religiosos armados. La operación no resulta como lo esperado y dos de los agentes deben refugiarse en una granja abandonada, donde quedan atrapados y descubren que con ellos se encuentran dos jóvenes mujeres que han conseguido escapar de la secta. 